# Meruana sakuensis
Meruana sakuensis är en insektsart som först beskrevs av Kevan, D.K.M. 1966.  Meruana sakuensis ingår i släktet Meruana och familjen gräshoppor. Inga underarter finns listade i Catalogue of Life.